# Tomasz Kędziora
Tomasz Karol Kędziora (Sulechów, 11 juni 1994) is een Pools voetballer die doorgaans speelt als rechtsback. In juli 2024 verruilde hij Dynamo Kiev voor PAOK Saloniki. Kędziora debuteerde in 2017 in het Pools voetbalelftal.

## Clubcarrière
Kędziora speelde in de jeugd van amateurclub UKP Zielona Góra. In 2010 maakte de verdediger de overstap naar Lech Poznań. Bij die club debuteerde hij op 27 oktober 2012, toen in eigen huis met 0–2 werd verloren van Jagiellonia Białystok. Tijdens dit duel mocht hij zeventien minuten na rust invallen. Op 5 mei 2014 maakte Kędziora zijn eerste doelpunt in de Ekstraklasa. Op die dag won Lech Poznań met 1–2 op bezoek bij Zawisza Bydgoszcz. Nadat Kasper Hämäläinen de score had geopend, maakte de rechtsback er na 57 minuten 0–2 van. Vanaf het seizoen 2014/15 was Kędziora overwegend basisspeler voor Lech en in de zomer van 2017 stapte hij over naar Dynamo Kiev. Bij zijn nieuwe club tekende hij voor vier jaar. Eind 2020 werd de verbintenis van Kędziora opengebroken en verlengd tot medio 2024. Door de Russische invasie van Oekraïne mocht Kędziora in maart 2022 via een speciale FIFA-transferregeling tijdelijk vertrekken. Hierop huurde zijn oude club Lech Poznań hem tot het einde van het seizoen. In januari 2023 werd de Pool voor de tweede maal verhuurd, dit keer voor anderhalf jaar aan PAOK Saloniki. Hier had hij vooral in het seizoen 2023/24 overwegend een basisplaats. Aan het einde van de verhuurperiode was zijn contract bij Dynamo Kiev afgelopen en kon PAOK hem transfervrij overnemen.

## Clubstatistieken
| Seizoen | Club            | Competitie   | Competitie | Competitie | Beker | Beker | Internationaal | Internationaal | Totaal | Totaal |
| Seizoen | Club            | Competitie   | Wed.       | Dlp.       | Wed.  | Dlp.  | Wed.           | Dlp.           | Wed.   | Dlp.   |
| ------- | --------------- | ------------ | ---------- | ---------- | ----- | ----- | -------------- | -------------- | ------ | ------ |
| 2012/13 | Lech Poznań     | Ekstraklasa  | 8          | 0          | —     | —     | 1              | 0              | 9      | 0      |
| 2013/14 | Lech Poznań     | Ekstraklasa  | 14         | 1          | —     | —     | 2              | 1              | 16     | 2      |
| 2014/15 | Lech Poznań     | Ekstraklasa  | 35         | 3          | 5     | 0     | 4              | 1              | 44     | 4      |
| 2015/16 | Lech Poznań     | Ekstraklasa  | 24         | 0          | 5     | 1     | 9              | 1              | 38     | 2      |
| 2016/17 | Lech Poznań     | Ekstraklasa  | 36         | 1          | 8     | 1     | —              | —              | 44     | 2      |
| 2017/18 | Dynamo Kiev     | Premjer Liha | 22         | 1          | 4     | 0     | 10             | 0              | 36     | 1      |
| 2018/19 | Dynamo Kiev     | Premjer Liha | 27         | 2          | 2     | 0     | 14             | 2              | 43     | 4      |
| 2019/20 | Dynamo Kiev     | Premjer Liha | 27         | 0          | 4     | 0     | 8              | 0              | 39     | 0      |
| 2020/21 | Dynamo Kiev     | Premjer Liha | 25         | 1          | 2     | 0     | 13             | 0              | 40     | 1      |
| 2021/22 | Dynamo Kiev     | Premjer Liha | 15         | 1          | 2     | 0     | 5              | 0              | 22     | 1      |
| 2021/22 | → Lech Poznań   | Ekstraklasa  | 6          | 1          | 1     | 0     | —              | —              | 7      | 1      |
| 2022/23 | Dynamo Kiev     | Premjer Liha | 9          | 0          | 0     | 0     | 9              | 0              | 18     | 0      |
| 2022/23 | → PAOK Saloniki | Super League | 8          | 1          | 2     | 0     | —              | —              | 10     | 1      |
| 2023/24 | → PAOK Saloniki | Super League | 29         | 1          | 5     | 1     | 14             | 1              | 48     | 3      |
| 2024/25 | PAOK Saloniki   | Super League | 0          | 0          | 0     | 0     | 0              | 0              | 0      | 0      |
| Totaal  | Totaal          | Totaal       | 285        | 13         | 40    | 3     | 89             | 6              | 414    | 22     |

Bijgewerkt op 24 juli 2024.

## Interlandcarrière
Kędziora werd in juni 2015 voor het eerst opgeroepen voor het Pools voetbalelftal. Bondscoach Adam Nawałka nam de rechtsback op in zijn selectie voor de duels met Georgië en Griekenland. Tijdens deze duels kwam hij echter niet in actie. Op 13 november 2017 debuteerde hij alsnog voor de nationale ploeg. Op die datum werd een vriendschappelijke wedstrijd tegen Mexico met 0–1 verloren door een treffer van Raúl Jiménez. Kędziora mocht van Nawałka in de basis beginnen en hij speelde het gehele duel mee. De andere Poolse debutant dit duel was Rafał Kurzawa (Górnik Zabrze).
Kędziora werd in mei 2021 door bondscoach Paulo Sousa opgenomen in de selectie voor het uitgestelde EK 2020. Op dit toernooi werd Polen uitgeschakeld in de groepsfase, na nederlagen tegen Slowakije (1–2) en Zweden (3–2) en een gelijkspel tegen Spanje (1–1). Kędziora kwam niet in actie. Zijn toenmalige teamgenoten Heorhij Boesjtsjan, Serhij Sydortsjoek, Mykola Sjaparenko, Illja Zabarnyj, Viktor Tsyhankov, Vitalij Mykolenko, Artem Besjedin, Oleksandr Karavajev, Oleksandr Tymtsjyk en Denys Popov (allen Oekraïne) waren ook actief op het EK.
Zijn eerste interlanddoelpunt maakte hij tijdens zijn vijfentwintigste optreden in de nationale ploeg, op 9 oktober 2021. Op die dag werd een kwalificatiewedstrijd voor het WK 2022 gespeeld tegen San Marino. Na een treffer van Karol Świderski en een eigen doelpunt van Cristian Brolli zorgde Kędziora voor het derde doelpunt. Via doelpunten van Adam Buksa en Krzysztof Piątek won Polen het duel uiteindelijk met 5–0. In oktober 2022 werd Kędziora door bondscoach Czesław Michniewicz opgenomen in de Poolse voorselectie voor het WK 2022. Voor de uiteindelijke selectie was hij een van de afvallers.
| Interlands van Tomasz Kędziora voor Polen | Interlands van Tomasz Kędziora voor Polen | Interlands van Tomasz Kędziora voor Polen | Interlands van Tomasz Kędziora voor Polen | Interlands van Tomasz Kędziora voor Polen | Interlands van Tomasz Kędziora voor Polen | Interlands van Tomasz Kędziora voor Polen |
| №                                         | Datum                                     | Wedstrijd                                 | Uitslag                                   | Competitie                                | Goals                                     |                                           |
| Als speler bij Dynamo Kiev                | Als speler bij Dynamo Kiev                | Als speler bij Dynamo Kiev                | Als speler bij Dynamo Kiev                | Als speler bij Dynamo Kiev                | Als speler bij Dynamo Kiev                | Als speler bij Dynamo Kiev                |
| ----------------------------------------- | ----------------------------------------- | ----------------------------------------- | ----------------------------------------- | ----------------------------------------- | ----------------------------------------- | ----------------------------------------- |
| 1                                         | 13 november 2017                          | Polen – Mexico                            | 0 – 1                                     | Vriendschappelijk                         |                                           |                                           |
| 2                                         | 23 maart 2018                             | Polen – Nigeria                           | 0 – 1                                     | Vriendschappelijk                         |                                           |                                           |
| 3                                         | 27 maart 2018                             | Polen – Zuid-Korea                        | 3 – 2                                     | Vriendschappelijk                         |                                           |                                           |
| 4                                         | 11 september 2018                         | Polen – Ierland                           | 1 – 1                                     | Vriendschappelijk                         |                                           |                                           |
| 5                                         | 11 oktober 2018                           | Polen – Portugal                          | 2 – 3                                     | Nations League 2018/19                    |                                           |                                           |
| 6                                         | 15 november 2018                          | Polen – Tsjechië                          | 0 – 1                                     | Vriendschappelijk                         |                                           |                                           |
| 7                                         | 20 november 2018                          | Portugal – Polen                          | 1 – 1                                     | Nations League 2018/19                    |                                           |                                           |
| 8                                         | 21 maart 2019                             | Oostenrijk – Polen                        | 0 – 1                                     | EK 2020 kwalificatie                      |                                           |                                           |
| 9                                         | 24 maart 2019                             | Polen – Letland                           | 2 – 0                                     | EK 2020 kwalificatie                      |                                           |                                           |
| 10                                        | 7 juni 2019                               | Noord-Macedonië – Polen                   | 0 – 1                                     | EK 2020 kwalificatie                      |                                           |                                           |
| 11                                        | 10 juni 2019                              | Polen – Israël                            | 4 – 0                                     | EK 2020 kwalificatie                      |                                           |                                           |
| 12                                        | 6 september 2019                          | Slovenië – Polen                          | 2 – 0                                     | EK 2020 kwalificatie                      |                                           |                                           |
| 13                                        | 9 september 2019                          | Polen – Oostenrijk                        | 0 – 0                                     | EK 2020 kwalificatie                      |                                           |                                           |
| 14                                        | 10 oktober 2019                           | Letland – Polen                           | 0 – 3                                     | EK 2020 kwalificatie                      |                                           |                                           |
| 15                                        | 16 november 2019                          | Israël – Polen                            | 1 – 2                                     | EK 2020 kwalificatie                      |                                           |                                           |
| 16                                        | 19 november 2019                          | Polen – Slovenië                          | 3 – 2                                     | EK 2020 kwalificatie                      |                                           |                                           |
| 17                                        | 4 september 2020                          | Nederland – Polen                         | 1 – 0                                     | Nations League 2020/21                    |                                           |                                           |
| 18                                        | 7 september 2020                          | Bosnië en Herzegovina – Polen             | 1 – 2                                     | Nations League 2020/21                    |                                           |                                           |
| 19                                        | 11 oktober 2020                           | Polen – Italië                            | 0 – 0                                     | Nations League 2020/21                    |                                           |                                           |
| 20                                        | 14 oktober 2020                           | Polen – Bosnië en Herzegovina             | 3 – 0                                     | Nations League 2020/21                    |                                           |                                           |
| 21                                        | 18 november 2020                          | Polen – Nederland                         | 1 – 2                                     | Nations League 2020/21                    |                                           |                                           |
| 22                                        | 1 juni 2021                               | Polen – Rusland                           | 1 – 1                                     | Vriendschappelijk                         |                                           |                                           |
| 23                                        | 8 juni 2021                               | Polen – IJsland                           | 2 – 2                                     | Vriendschappelijk                         |                                           |                                           |
| 24                                        | 5 september 2021                          | San Marino – Polen                        | 1 – 7                                     | WK 2022 kwalificatie                      |                                           |                                           |
| 25                                        | 9 oktober 2021                            | Polen – San Marino                        | 5 – 0                                     | WK 2022 kwalificatie                      | 50'                                       |                                           |
| 26                                        | 15 november 2021                          | Polen – Hongarije                         | 1 – 2                                     | WK 2022 kwalificatie                      |                                           |                                           |
| Als speler bij PAOK Saloniki              |                                           |                                           |                                           |                                           |                                           |                                           |
| 27                                        | 16 juni 2023                              | Polen – Duitsland                         | 1 – 0                                     | Vriendschappelijk                         |                                           |                                           |
| 28                                        | 20 juni 2023                              | Moldavië – Polen                          | 3 – 2                                     | EK 2024 kwalificatie                      |                                           |                                           |
| 29                                        | 7 september 2023                          | Polen – Faeröer                           | 2 – 0                                     | EK 2024 kwalificatie                      |                                           |                                           |
| 30                                        | 10 september 2023                         | Albanië – Polen                           | 2 – 0                                     | EK 2024 kwalificatie                      |                                           |                                           |
| 31                                        | 12 oktober 2023                           | Faeröer – Polen                           | 0 – 2                                     | EK 2024 kwalificatie                      |                                           |                                           |
| 32                                        | 15 oktober 2023                           | Polen – Moldavië                          | 1 – 1                                     | EK 2024 kwalificatie                      |                                           |                                           |

Bijgewerkt op 24 juli 2024.

## Erelijst
| Competitie            |             |                  |             |             |
| Competitie            | Aantal      | Jaren            |             |             |
| Lech Poznań           | Lech Poznań | Lech Poznań      | Lech Poznań | Lech Poznań |
| --------------------- | ----------- | ---------------- | ----------- | ----------- |
| Ekstraklasa           | 1           | 2014/15, 2021/22 |             |             |
| Superpuchar Polski    | 2           | 2015, 2016       |             |             |
| Dynamo Kiev           |             |                  |             |             |
| Premjer Liha          | 1           | 2020/21          |             |             |
| Koebok Oekrajiny      | 2           | 2019/20, 2020/21 |             |             |
| Superkoebok Oekrajiny | 3           | 2018, 2019, 2020 |             |             |
| PAOK Saloniki         |             |                  |             |             |
| Super League          | 1           | 2023/24          |             |             |